# الملعب الأولمبي للرياضات المائية

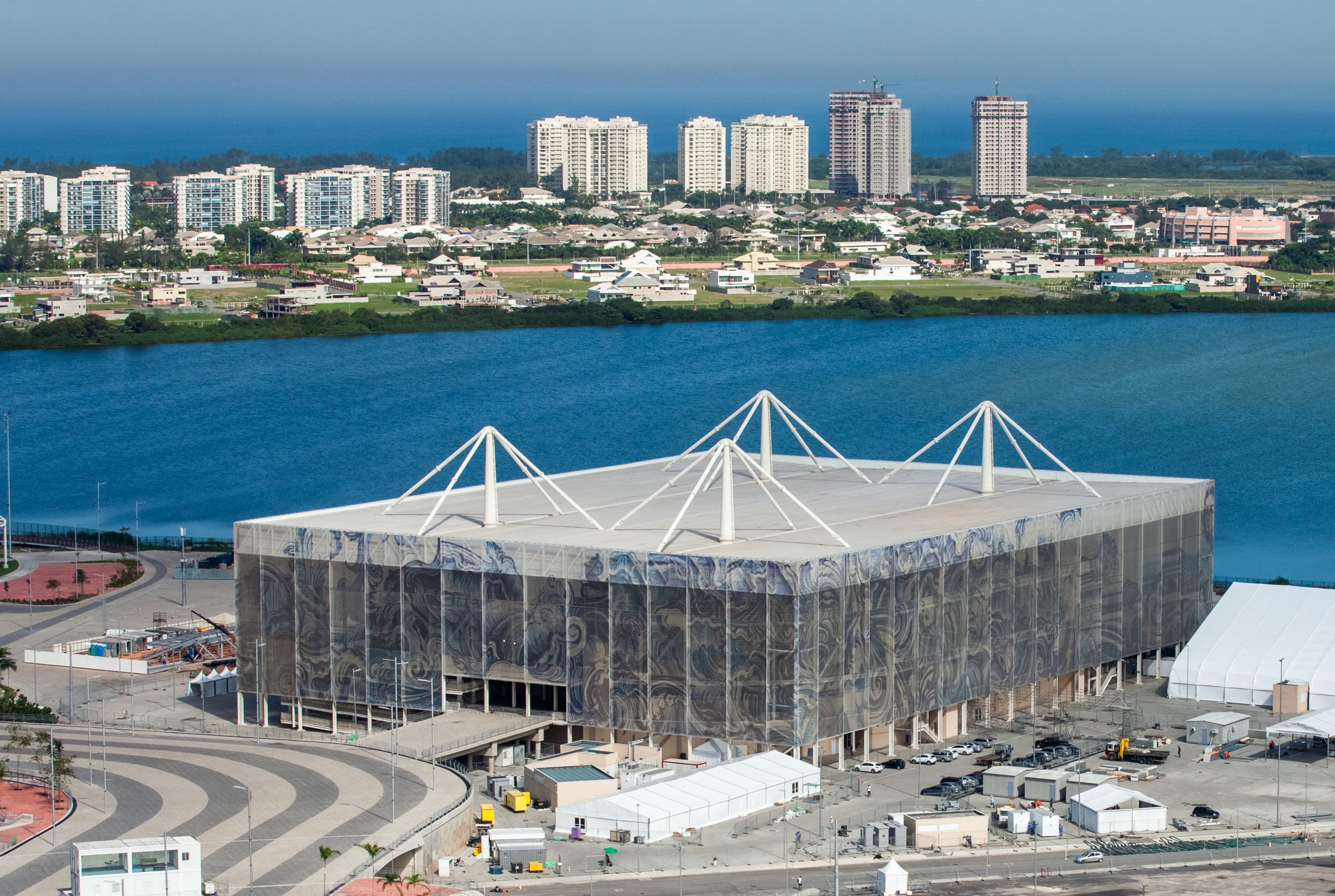
الأستاد الأولمبي للرياضات المائية.

الأستاد الأولمبي للرياضات المائية (بالإنجليزية: Olympic Aquatics Stadium)‏ هو مركز مؤقت للرياضات المائية كان يقع في حديقة بارا الأولمبية في ريو دي جانيرو. استضاف الاستاد منافسات السباحة ونهائيات كرة الماء ضمن دورة الألعاب الأولمبية الصيفية 2016، وأيضاً منافسات السباحة ضمن دورة الألعاب البارالمبية الصيفية 2016. كان الملعب يسع 15 ألف شخص.
تم بناء الملعب على أنه مبنى مؤقت، ولاحقاً تم تفكيكه واستخدامه في تشييد مبنيين آخرين.